# Sherwood Stewart
Sherwood Stewart (* 6. Juni 1946 in Goose Creek, Texas) ist ein ehemaliger US-amerikanischer Tennisspieler.

## Karriere
Stewart war vor allem im Doppel erfolgreich, wo er insgesamt 51 Titel erringen konnte, darunter mit den French Open 1976 und 1982 sowie den Australian Open 1984 drei Grand-Slam-Titel. Daneben konnte er drei weitere Grand-Slam-Doppelfinals erreichen und beendete die Saison 1984 gemeinsam mit Mark Edmondson an der Spitze der Teamwertung der Tennisweltrangliste.
Weiterhin erzielte er zwei Grand-Slam-Erfolge im Mixed sowie einen Erfolg im Einzel bei einem Grand-Prix-Event. Ihm gelangen weitere 42 Finalteilnahmen im Doppel, 2 im Mixed und 1 im Einzel. Seine höchsten Platzierungen in der Tennis-Weltrangliste erreichte er mit Platz 60 im Einzel im Dezember 1978, im Doppel mit Rang 4 im März 1980.

## Erfolge
| Legende                    |
| Saisonendveranstaltung (1) |
| Grand Slam (3)             |
| Open-Era-Turniere (50)     |

| Titel nach Belag |
| Hartplatz (17)   |
| Rasen (3)        |
| Sand (18)        |
| Teppich (16)     |

### Einzel

#### Turniersiege
| Nr | Datum        | Turnier    | Platzbelag | Finalgegner      | Ergebnis |
| -- | ------------ | ---------- | ---------- | ---------------- | -------- |
| 1. | 4. Juni 1973 | Manchester | Rasen      | Dick Crealy      | 6:3, 6:4 |
| 2. | 8. Juli 1974 | Dublin     | Hartplatz  | Colin Dowdeswell | 6:3, 9:8 |

#### Finalteilnahmen
| Nr | Datum         | Turnier    | Platzbelag | Finalgegner | Ergebnis      |
| -- | ------------- | ---------- | ---------- | ----------- | ------------- |
| 1. | 28. Juli 1975 | Cincinnati | Hartplatz  | Tom Gorman  | 5:7, 6:2, 4:6 |

### Doppel

#### Turniersiege
| Nr  | Datum              | Turnier           | Platzbelag    | Partner          | Finalgegner                          | Ergebnis                |
| --- | ------------------ | ----------------- | ------------- | ---------------- | ------------------------------------ | ----------------------- |
| 1.  | 15. Oktober 1973   | Manila            | Hartplatz     | Marcelo Lara     | Jürgen Faßbender Hans-Jürgen Pohmann | 4:6, 7:5, 7:6           |
| 2.  | 18. März 1974      | Tucson            | Hartplatz     | Charlie Pasarell | Tom Edlefsen Manuel Orantes          | 6:4, 6:4                |
| 3.  | 19. Juli 1974      | Cincinnati        | Hartplatz     | Dick Dell        | James Delaney John Whitlinger        | 4:6, 7:6, 6:2           |
| 4.  | 22. September 1975 | San Francisco     | Teppich (i)   | Fred McNair      | Allan Stone Kim Warwick              | 6:2, 7:6                |
| 5.  | 29. September 1975 | Maui              | Hartplatz     | Fred McNair      | Jeff Borowiak Haroon Rahim           | 3:6, 7:6, 6:3           |
| 6.  | 2. Februar 1976    | Dayton            | Teppich (i)   | Ray Ruffels      | Jaime Fillol Charlie Pasarell        | 6:2, 3:6, 7:5           |
| 7.  | 16. Februar 1976   | Salisbury         | Teppich (i)   | Fred McNair      | Steve Krulevitz Trey Waltke          | 6:3, 6:2                |
| 8.  | 19. April 1976     | Sacramento        | Teppich (i)   | Tom Gorman       | Mike Cahill John Whitlinger          | 3:6, 6:4, 6:4           |
| 9.  | 17. Mai 1976       | Hamburg           | Sand          | Fred McNair      | Dick Crealy Kim Warwick              | 7:6, 7:6, 7:6           |
| 10. | 31. Mai 1976       | French Open       | Sand          | Fred McNair      | Brian Gottfried Raúl Ramírez         | 7:6, 6:3, 6:1           |
| 11. | 5. Juli 1976       | Båstad            | Sand          | Fred McNair      | Wojciech Fibak Juan Gisbert          | 6:3, 6:4                |
| 12. | 22. November 1976  | Johannesburg      | Hartplatz     | Brian Gottfried  | Juan Gisbert Stan Smith              | 6:1, 1:6, 6:2, 7:6      |
| 13. | 6. Dezember 1976   | Masters           | Teppich (i)   | Fred McNair      | Brian Gottfried Raúl Ramírez         | 6:4, 5:7, 5:7, 6:4, 6:4 |
| 14. | 28. Februar 1977   | Memphis           | Teppich (i)   | Fred McNair      | Robert Lutz Stan Smith               | 4:6, 7:6, 7:6           |
| 15. | 21. November 1977  | Oviedo            | Hartplatz (i) | Fred McNair      | Jan Kodeš Raúl Ramírez               | 6:3, 6:1                |
| 16. | 16. April 1978     | Guadalajara       | Sand          | Sandy Mayer      | Gene Mayer Sashi Menon               | 4:6, 7:6, 6:3           |
| 17. | 13. November 1978  | Taipeh            | Teppich (i)   | Butch Walts      | Mark Edmondson John Marks            | 6:2, 6:7, 7:6           |
| 18. | 20. November 1978  | Manila            | Sand          | Brian Teacher    | Ross Case Chris Kachel               | 6:3, 7:6                |
| 19. | 4. Dezember 1978   | Kalkutta          | Sand          | Sashi Menon      | Gilles Moretton Yannick Noah         | 7:6, 6:4                |
| 20. | 24. Dezember 1978  | Sydney            | Rasen         | Hank Pfister     | Syd Ball Bob Carmichael              | 6:4, 6:4                |
| 21. | 15. Januar 1979    | Baltimore         | Teppich (i)   | Marty Riessen    | Anand Amritraj Cliff Drysdale        | 7:6, 6:4                |
| 22. | 16. April 1979     | Houston           | Sand          | Gene Mayer       | John Alexander Geoff Masters         | 6:1, 5:7, 6:4           |
| 23. | 23. April 1979     | Las Vegas         | Hartplatz     | Marty Riessen    | Adriano Panatta Raúl Ramírez         | 4:6, 6:4, 7:6           |
| 24. | 14. Juli 1979      | Washington        | Sand          | Marty Riessen    | Brian Gottfried Raúl Ramírez         | 2:6, 6:3, 6:4           |
| 25. | 23. Juli 1979      | Louisville        | Hartplatz     | Marty Riessen    | Vijay Amritraj Raúl Ramírez          | 6:2, 1:6, 6:1           |
| 26. | 30. August 1979    | Lafayette         | Teppich (i)   | Marty Riessen    | Victor Amaya Eric Friedler           | 6:4, 6:4                |
| 27. | 16. September 1979 | Woodlands Doubles | Hartplatz     | Marty Riessen    | Bob Carmichael Tim Gullikson         | 6:3, 2:2, aufg.         |
| 28. | 17. September 1979 | Los Angeles       | Teppich (i)   | Marty Riessen    | Wojciech Fibak Frew McMillan         | 6:4, 6:4                |
| 29. | 30. Oktober 1979   | Tokio Indoor      | Teppich (i)   | Marty Riessen    | Mike Cahill Terry Moor               | 6:4, 7:6                |
| 30. | 19. November 1979  | Buenos Aires      | Sand          | Tomáš Šmíd       | Marcos Hocevar João Soares           | 6:1, 7:5                |
| 31. | 26. Januar 1981    | Philadelphia      | Teppich (i)   | Marty Riessen    | Brian Gottfried Raúl Ramírez         | 6:2, 6:2                |
| 32. | 6. April 1981      | Houston           | Sand          | Mark Edmondson   | Anand Amritraj Fred McNair           | 6:4, 6:3                |
| 33. | 9. November 1981   | Wembley           | Teppich (i)   | Ferdi Taygan     | Peter Fleming John McEnroe           | 7:5, 6:7, 6:4           |
| 34. | 19. Januar 1982    | Mexiko-Stadt      | Teppich (i)   | Ferdi Taygan     | Tomáš Šmíd Balázs Taróczy            | 6:4, 7:5                |
| 35. | 8. März 1982       | Brüssel           | Hartplatz (i) | Pavel Složil     | Tracy Delatte Chris Dunk             | 6:4, 6:7, 7:5           |
| 36. | 13. März 1982      | Rotterdam         | Teppich (i)   | Mark Edmondson   | Fritz Buehning Kevin Curren          | 7:5, 6:2                |
| 37. | 12. April 1982     | Los Angeles       | Hartplatz     | Ferdi Taygan     | Bruce Manson Brian Teacher           | 6:1, 6:7, 6:3           |
| 38. | 25. April 1982     | Las Vegas         | Hartplatz     | Ferdi Taygan     | Carlos Kirmayr Van Winitsky          | 7:6, 6:4                |
| 39. | 24. Mai 1982       | French Open       | Sand          | Ferdi Taygan     | Hans Gildemeister Belus Prajoux      | 7:5, 6:3, 1:1, aufg.    |
| 40. | 26. Juli 1982      | North Conway      | Sand          | Ferdi Taygan     | Pablo Arraya Eric Fromm              | 6:2, 7:6                |
| 41. | 3. August 1982     | Indianapolis      | Sand          | Ferdi Taygan     | Robbie Venter Blaine Willenborg      | 6:4, 7:5                |
| 42. | 18. Oktober 1982   | Tokio             | Sand          | Ferdi Taygan     | Tim Gullikson Tom Gullikson          | 6:1, 3:6, 7:6           |
| 43. | 18. April 1983     | Bournemouth       | Sand          | Tomáš Šmíd       | Heinz Günthardt Balázs Taróczy       | 7:6, 7:5                |
| 44. | 25. Juli 1983      | North Conway      | Sand          | Mark Edmondson   | Eric Fromm Drew Gitlin               | 7:6, 6:1                |
| 45. | 1. August 1983     | Indianapolis      | Sand          | Mark Edmondson   | Carlos Kirmayr Cássio Motta          | 7–6, 6–3                |
| 46. | 10. Oktober 1983   | Sydney Indoor     | Hartplatz (i) | Mark Edmondson   | John McEnroe Peter Rennert           | 6:2, 6:4                |
| 47. | 24. Oktober 1983   | Tokio Indoor      | Teppich (i)   | Mark Edmondson   | Steve Denton John Fitzgerald         | 6:1, 6:4                |
| 48. | 26. März 1984      | Boca Raton        | Hartplatz     | Mark Edmondson   | David Dowlen Nduka Odizor            | 4:6, 6:1, 6:4           |
| 49. | 16. April 1984     | Monte Carlo       | Sand          | Mark Edmondson   | Jan Gunnarsson Mats Wilander         | 6:2, 6:1                |
| 50. | 26. November 1984  | Australian Open   | Rasen         | Mark Edmondson   | Joakim Nyström Mats Wilander         | 6:2, 6:2, 7:5           |
| 51. | 3. November 1986   | Stockholm         | Hartplatz (i) | Kim Warwick      | Pat Cash Slobodan Živojinović        | 6:4, 6:4                |
| 52. | 16. März 1987      | Orlando           | Hartplatz     | Kim Warwick      | Paul Annacone Christo van Rensburg   | 2:6, 7:6, 6:4           |

#### Finalteilnahmen
| Nr  | Datum              | Turnier            | Platzbelag    | Partner         | Finalgegner                        | Ergebnis                |
| --- | ------------------ | ------------------ | ------------- | --------------- | ---------------------------------- | ----------------------- |
| 1.  | 8. August 1976     | Columbus           | Sand          | Fred McNair     | William Brown Brian Teacher        | 3:6, 4:6                |
| 2.  | 15. August 1976    | Indianapolis       | Sand          | Fred McNair     | Brian Gottfried Raúl Ramírez       | 2:6, 2:6                |
| 3.  | 31. Oktober 1976   | Paris              | Hartplatz (i) | Fred McNair     | Tom Okker Marty Riessen            | 2:6, 2:6                |
| 4.  | 22. Mai 1977       | Rom                | Sand          | Fred McNair     | Brian Gottfried Raúl Ramírez       | 7:6, 6:7, 5:7           |
| 5.  | 24. Juli 1977      | Washington (1)     | Sand          | Fred McNair     | John Alexander Phil Dent           | 5:7, 5:7                |
| 6.  | 7. August 1977     | North Conway       | Sand          | Fred McNair     | Brian Gottfried Raúl Ramírez       | 5:7, 3:6                |
| 7.  | 22. August 1977    | Toronto            | Sand          | Fred McNair     | Bob Hewitt Raúl Ramírez            | 4:6, 6:3, 2:6           |
| 8.  | 2. Oktober 1977    | San Francisco      | Sand          | Fred McNair     | Marty Riessen Dick Stockton        | 4:6, 6:1, 4:6           |
| 9.  | 6. November 1977   | Köln               | Hartplatz (i) | Fred McNair     | Bob Hewitt Frew McMillan           | 3:6, 5:7                |
| 10. | 26. Februar 1978   | Denver             | Teppich (i)   | Fred McNair     | Bob Hewitt Frew McMillan           | 3:6, 2:6                |
| 11. | 16. Juli 1978      | Forest Hills       | Sand          | Fred McNair     | John Alexander Phil Dent           | 6:7, 6:7                |
| 12. | 28. August 1978    | US Open            | Hartplatz     | Marty Riessen   | Bob Lutz Stan Smith                | 6:1, 5:7, 3:6           |
| 13. | 11. September 1978 | Woodlands Doubles  | Hartplatz     | Marty Riessen   | Wojciech Fibak Tom Okker           | 6:7, 6:3, 6:4, 6:7, 3:6 |
| 14. | 7. Januar 1979     | WCT Double Finals  | Teppich (i)   | Ilie Năstase    | John McEnroe Peter Fleming         | 6:3, 2:6, 3:6, 1:6      |
| 15. | 11. Juni 1979      | Queen’s Club       | Rasen         | Marty Riessen   | Tim Gullikson Tom Gullikson        | 4:6, 4:6                |
| 16. | 7. April 1980      | Houston            | Sand          | Marty Riessen   | Peter McNamara Paul McNamee        | 4:6, 4:6                |
| 17. | 11. Mai 1980       | Queen’s Club       | Rasen         | Paul McNamee    | Rod Frawley Geoff Masters          | 2:6, 6:4, 9:11          |
| 18. | 27. Oktober 1980   | Tokio Indoor       | Teppich (i)   | Marty Riessen   | Victor Amaya Hank Pfister          | 3:6, 6:3, 6:72          |
| 19. | 27. September 1981 | San Francisco      | Teppich (i)   | Mark Edmondson  | Peter Fleming John McEnroe         | 6:7, 4:6                |
| 20. | 18. Oktober 1981   | Sydney Indoor      | Hartplatz (i) | Ferdi Taygan    | Peter Fleming John McEnroe         | 7:6, 6:7, 1:6           |
| 21. | 24. Oktober 1981   | Melbourne          | Hartplatz (i) | Ferdi Taygan    | Peter Kronk Peter McNamara         | 6:3, 3:6, 4:6           |
| 22. | 8. November 1981   | Stockholm          | Hartplatz (i) | Ferdi Taygan    | Kevin Curren Steve Denton          | 7:6, 4:6, 0:6           |
| 23. | 31. Januar 1982    | Philadelphia       | Teppich (i)   | Ferdi Taygan    | Peter Fleming John McEnroe         | 6:7, 4:6                |
| 24. | 28. März 1982      | Mailand            | Teppich (i)   | Mark Edmondson  | Heinz Günthardt Peter McNamara     | 6:7, 6:7                |
| 25. | 11. April 1982     | Monte Carlo        | Sand          | Mark Edmondson  | Peter McNamara Paul McNamee        | 7:6, 6:7, 3:6           |
| 26. | 7. November 1982   | Stockholm (2)      | Hartplatz (i) | Ferdi Taygan    | Jan Gunnarsson Mark Dickson        | 6:7, 7:6, 4:6           |
| 27. | 23. Januar 1983    | Masters            | Teppich (i)   | Ferdi Taygan    | Peter Fleming John McEnroe         | 5:7, 3:6                |
| 28. | 5. Juni 1983       | French Open        | Sand          | Mark Edmondson  | Anders Järryd Hans Simonsson       | 6:7, 4:6, 2:6           |
| 29. | 18. September 1983 | Dallas             | Hartplatz     | Steve Denton    | Nduka Odizor Van Winitsky          | 3:6, 5:7                |
| 30. | 13. November 1983  | Wembley            | Teppich (i)   | Steve Denton    | Peter Fleming John McEnroe         | 3:6, 4:6                |
| 31. | 27. November 1983  | Johannesburg       | Hartplatz     | Andrés Gómez    | Steve Meister Brian Teacher        | 7:6, 6:7, 2:6           |
| 32. | 11. Dezember 1983  | Australian Open    | Rasen         | Steve Denton    | Mark Edmondson Paul McNamee        | 3:6, 6:7                |
| 33. | 15. April 1984     | Luxemburg          | Teppich (i)   | Mark Edmondson  | Anders Järryd Tomáš Šmíd           | 3:6, 5:7                |
| 34. | 14. Oktober 1984   | Sydney Indoor (2)  | Hartplatz (i) | Mark Edmondson  | Anders Järryd Hans Simonsson       | 4:6, 4:6                |
| 35. | 21. Oktober 1984   | Tokio Indoor       | Teppich (i)   | Mark Edmondson  | Sammy Giammalva Tony Giammalva     | 6:7, 4:6                |
| 36. | 12. November 1984  | Treviso            | Teppich       | Jan Gunnarsson  | Pavel Složil Tim Wilkison          | 2:6, 3:6                |
| 37. | 7. Januar 1985     | WCT Doubles Finals | Teppich (i)   | Mark Edmondson  | Fritz Buehning Peter Fleming       | 1:6, 3:6, 5:7           |
| 38. | 13. Januar 1985    | Masters            | Teppich (i)   | Mark Edmondson  | Peter Fleming John McEnroe         | 3:6, 1:6                |
| 39. | 4. Februar 1985    | Delray Beach       | Hartplatz     | Kim Warwick     | Paul Annacone Christo van Rensburg | 5:7, 5:7, 4:6           |
| 40. | 23. Januar 1984    | La Quinta          | Hartplatz     | Yannick Noah    | Peter Fleming Guy Forget           | 4:6, 3:6                |
| 41. | 4. Mai 1986        | Indianapolis       | Sand          | John Fitzgerald | Hans Gildemeister Andrés Gómez     | 4:6, 3:6                |
| 42. | 18. Mai 1986       | Rom                | Rasen         | Mark Edmondson  | Guy Forget Yannick Noah            | 6:7, 2:6                |
| 43. | 10. November 1986  | Wembley            | Teppich       | Kim Warwick     | John McEnroe Peter Fleming         | 6:3, 6:7, 2:6           |
| 44. | 23. November 1986  | Johannesburg (2)   | Hartplatz     | Andrés Gómez    | Mike DePalmer Christo van Rensburg | 6:3, 2:6, 6:7           |
| 45. | 7. März 1988       | Orlando            | Hartplatz     | Kim Warwick     | Guy Forget Yannick Noah            | 4:6, 4:6                |

### Mixed

#### Turniersiege
| Nr | Datum           | Turnier         | Platzbelag | Partnerin     | Finalgegner                 | Ergebnis      |
| -- | --------------- | --------------- | ---------- | ------------- | --------------------------- | ------------- |
| 1. | 25. Januar 1987 | Australian Open | Rasen      | Zina Garrison | Anne Hobbs Andrew Castle    | 3:6, 7:6, 6:3 |
| 2. | 4. Juli 1988    | Wimbledon       | Rasen      | Zina Garrison | Gretchen Magers Kelly Jones | 6:1, 7:6      |

#### Finalteilnahmen
| Nr | Datum           | Turnier         | Platzbelag | Partnerin     | Finalgegner                        | Ergebnis      |
| -- | --------------- | --------------- | ---------- | ------------- | ---------------------------------- | ------------- |
| 1. | 7. Juni 1987    | French Open     | Sand       | Lori McNeil   | Pam Shriver Emilio Sánchez Vicario | 3:6, 6:74     |
| 2. | 29. Januar 1989 | Australian Open | Rasen      | Zina Garrison | Jana Novotná Jim Pugh              | 3:6, 7:6, 6:3 |